# Constantia (vinho)

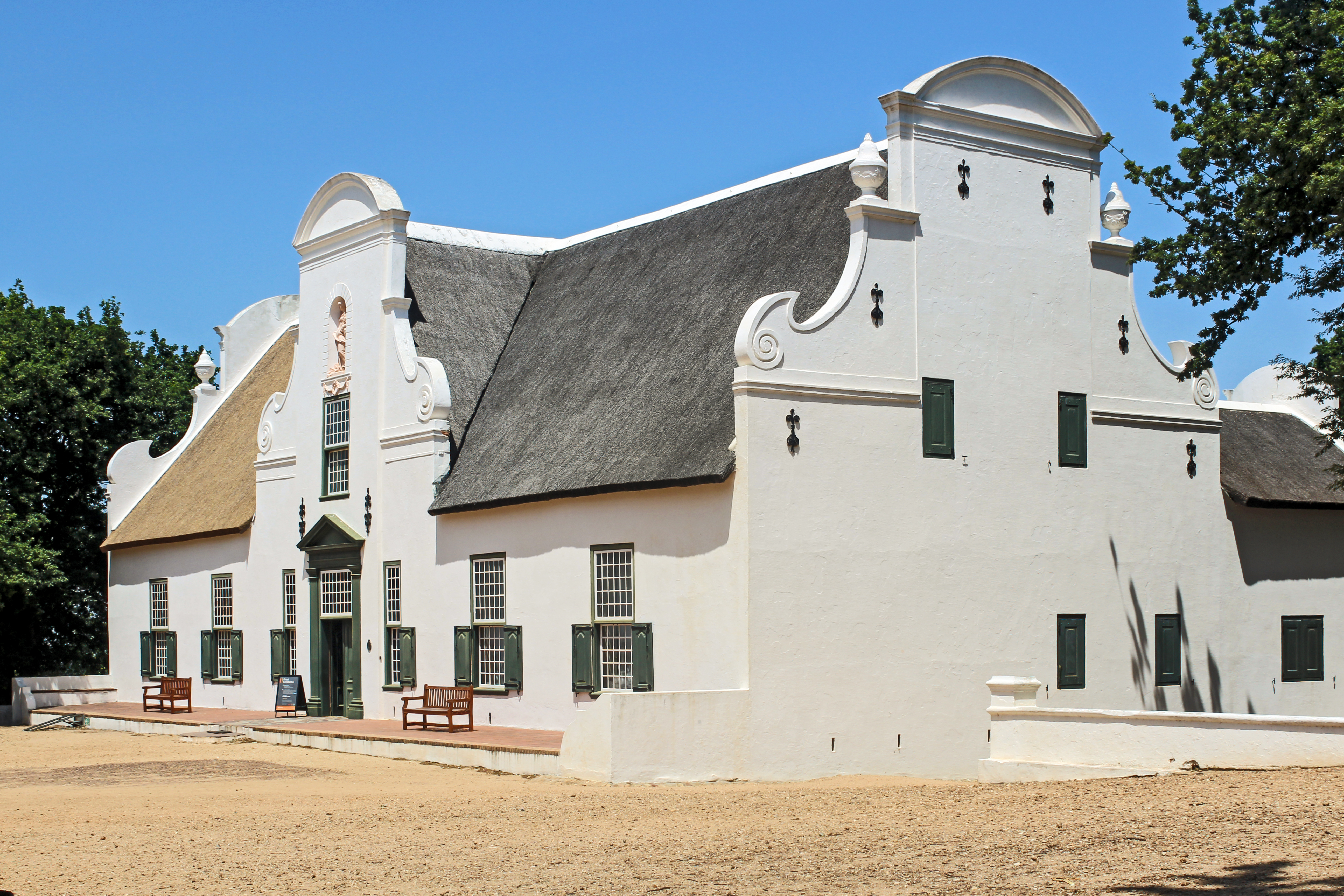
A casa principal do vinhedo Groot Constantia perto da cidade. Em 1685, Simon van der Stel, então governador do Cabo, recebeu uma concessão de terra de 763 hecares e construiu a moradia principal no estilo arquitetônico holandês do Cabo. A casa foi incendiada em 1925, mas foi posteriormente restaurada.

Constantia é um vinho de sobremesa sul-africano. É feito a partir de uvas Muscat Blanc à Petits Grains cultivadas no distrito de Constantia, na Cidade do Cabo.
Foi imensamente popular nos séculos XVIII e XIX, bastante apreciado na Europa. Contudo, a produção do vinho cessou no final do século XIX por causa da devastação de vinhas sul-africanos por filoxeras. A produção recomeçou em propriedades como Klein Constantia em meados da década de 1990 e Groot Constantia no ano de 2003.